# 아시가라역 (가나가와현)
아시가라역(일본어: 足柄駅)은 일본 가나가와현 오다와라시에 위치한 오다큐 전철 오다와라선의 역이다. 역 번호는 OH 46이다.

## 역사
- 1927년 4월 1일: 영업 개시. "직통" 정차역이 됨. 또한, 각역정차는 신주쿠 ~ 이나다노보리토역(현, 무코가오카유엔역) 구간만 운행하고 있었음.
- 1945년 6월: 기존 신주쿠 ~ 이나다노보리토역 구간만을 운행하던 각역정차가 전 노선에서 운행하게 되어 각역정차의 정차역이 됨과 동시에 "직통"은 폐지됨.
- 1946년 10월 1일: 준급이 설정되어 정차역이 됨.
- 1960년 3월 25일: 통근준급이 설정되어 정차역이 됨.
- 1964년 11월 5일: 통근준급이 폐지됨.
- 1983년 3월 22일: 일부 급행의 정차역이 됨.
- 1984년 1월 31일: 화물 취급 폐지와 동시에 일본전매공사 전용선도 폐지.
- 2008년 3월 15일: 신마쓰다 이서 구간에 준급이 다니지 않는 관계로 준급 정차역에서 해제.

## 역 구조
혼합식 승강장 2면 3선의 지상역이다. 역은 하행선 쪽부터 1, 2, 3번 플랫폼이다. 1번 승강장의 호타루타 방향에 단선 승강장 역사가 있고 자동 매표기와 자동 개찰기가 있다. 플랫폼 사이에 과선교가 있고 엘리베이터가 설치되어 있다. 오다큐에서는 구내 횡단 건널목이 마지막까지 남아 있던 역이기도 하다.
당역을 포함한 가이세이 ~ 오다와라역 구간의 중간역 4역은 승강장 유효 길이가 120m(20m차 6량 편성분)으로 10량 편성의 급행은 전 열차가 통과한다. 단, 당역 상행 본선의 유효 길이는 200m, 6량 편성을 넘어도 회송 및 시운전 열차는 대피 가능하다.

### 타는 곳
| 번호 | 노선       | 방향 | 방면                             |
| ---- | ---------- | ---- | -------------------------------- |
| 1    | 오다와라선 | 하행 | 오다와라·하코네유모토 방면       |
| 2・3 | 오다와라선 | 상행 | 사가미오노·신주쿠· 지요다선 방면 |

- 상행선만 대피 설비를 갖고 2번 승강장이 주로 본선, 3번 승강장이 대피선이지만 통상의 운행으로는 본 역에서 급행과 특급의 통과 대기를 하는 완행 편성은 적다. 다만, 하코네 등산선 내에서 다이아가 복잡할 때에는 오다와라역을 특급 직후에 발차하는 열차를 선발하고 당역에서 특급의 통과 대기를 한다.
- 역 구내에는 유치선이 있지만 이는 오다와라 선 개통 시에 당역에 차고가 놓였던 흔적이다. 과거는 유치선에서 일본전매공사 오다와라 공장(후, 일본담배산업 주식회사 오다와라 공장 - 2011년 폐쇄)까지 화물 전용선이 있고 실제 화물 수송도 했으나 1984년에 화물 수송이 폐지되면서 선로 자취가 남게 되었다.
- 유치선 이외에도 3번 승강장에 6량 편성 차량은 야간 유치된다.
- 2016년 3월 26일 실시의 다이아 개정 이후 낮 시간대의 완행은 모두 신마쓰다 ~ 오다와라역 구간 열차만 되어 사가미오노, 혼아쓰기 방면에서 당역을 오가는 경우에는 반드시 신마쓰다역에서 환승이 필요하다.

## 역 주변
역 북쪽에서 오다큐 오다와라선은 이즈하코네 철도 다이유잔선과 만나고 이 노선은 역에서 400m 정도의 거리에 고햐쿠라칸역과 이사이다역을 두고 있다. 하쿠산 신사나 고햐쿠라칸으로 알려진 고쿠호지 절과 가깝다.
- 오다와라시청
- 오다와라시립 병원
- 가나가와현 경찰 오다와라 경찰서
- 오다와라 오기초 우체국
- 오다와라 구노 우체국
- 오다와라시립 하쿠산 중학교
- 오다와라시립 아시가라 초등학교
- 일본담배산업 오다와라 공장 흔적

## 역사
- 1952년 4월 1일: 영업 개시. 완행과 준급의 정차역이 됨.
- 1960년 3월 25일: 통근준급이 설정되어 정차역이 됨.
- 1964년 11월 5일: 통근준급이 폐지됨.
- 1983년 3월 22일: 일부 급행의 정차역이 됨.
- 2008년 3월 15일: 신마쓰다 이서 구간에 준급이 다니지 않는 관계로 준급 정차역에서 해제.

## 사진

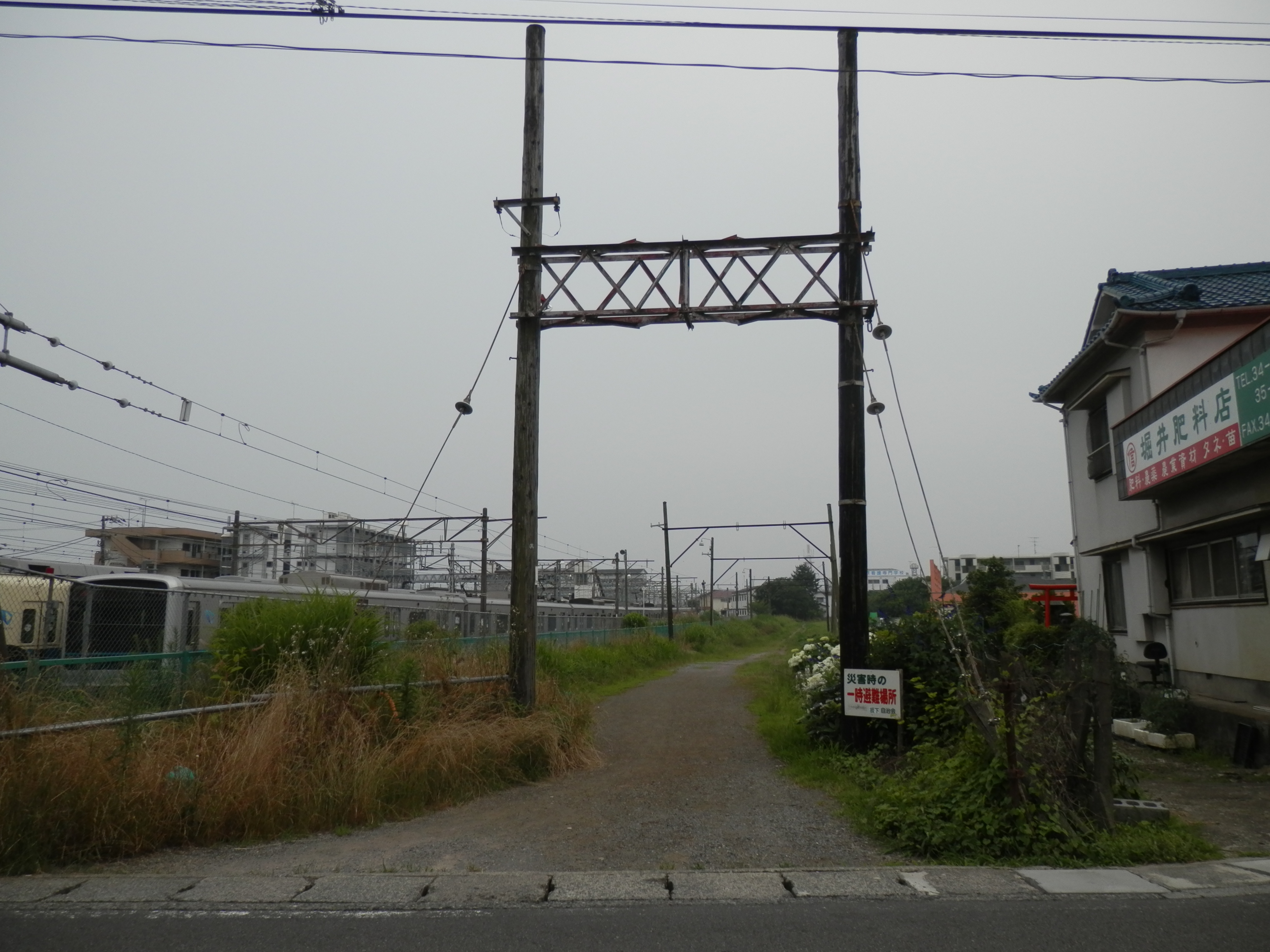
일본전매공사 전용선 자리

## 인접역
| 오다큐 오다와라선          | 오다큐 오다와라선 | 오다큐 오다와라선            |
| -------------------------- | ----------------- | ---------------------------- |
| OH 45 호타루다 신주쿠 방면 | ■ 각역정차        | 오다와라 OH 47 오다와라 방면 |